# Успенская церковь (Узла)
Церковь Успения Пресвятой Богородицы - располагалась в д. Узла (Мядельский район) в XIX - п.п. ХХ ст. В настоящее время не существует.

## История
Церковь была деревянная и построена в характерном для униатских церквей народном стиле.
Согласно «Подымных реестров Виленского воеводства за 1690 год», в Кобыльникском приходе имелось недвижимое имущество у отца Эмануэля Ломоновича, пресвитера церкви Занарочской и Узлянской.
В Национальном историческом архиве Беларуси хранится метрическая книга Узлянской униатской церкви за 1828 год.
В 1839 году постановлением Полоцкого собора униатская церковь на территории западных губерний была запрещена. Приходские храмы были переведены под православную юрисдикцию.
«Литовские епархиальные ведомости» от 15 марта 1863 года сообщают следующее:
«Священническое место при Узлянской церкви Вилейского уезда, по случаю смерти (19-го января сего года) священника Матфея Выржиковского, состоит праздным» .
25 февраля 1864 г. был рукоположен во священники к Уздянской церкви Вилейского уезда бывший надзиратель Виленского Духовного уездного училища Михаил Рожковский.
15 ноября 1869 года на должность Вилейского благочинного был утвержден священник Узлянской церкви Михаил Рожковский, помощником благочинного - священник Иларион Выржиклвский. Депутатом Вилейского благочиния - священник Ижанской церкви Адам Андрушкевич.
15 сентября 1870 г. при Узлянской церкви Вилейского уезда было открыто попечительство, утвержденное Литовскою духовною консисториею.
В 1871 году взнос Узлянской церкви Вилейского благочиния Литовской епархии от доходов кружечного, кошелькового и свечного взамен свечного сбора составил 3 р. 50 к.
30 ноября 1871 года резолюцией Его Высокопреосвященства №1265 был награжден набедренником за полезную службу священник Узлянской церкви Вилейский благочинный Михаил Рожковский.
В «Расписании приходов и причтов Литовской епархии Вилейского уезда»  (1876) Успенская церковь в с. Узлах насчитывала 1 настоятеля и 1 псаломщика. Приход включал следующие населенные пункты: с. Узлы. Деревни: Андрейки, Старинки, Руссаки, Бонды, Яждженцы, Лужи, Брусы, Талуць, Сивцы, Стебераки, Загеры, Любовичи, Будки, Озероды, Сватки, Рудевичи и Замошье.
«Литовские епархиальные ведомости»  от 16 мая 1876 года сообщают следующее:
«Награды по Литовской епархии. Камилавками: Вилейского уезда, села Узлов, Успенской церкви, священника Михаила Мирковича» .
В 1878 году в Узлянской церкви Вилейского благочиния насчитывалось 2245 душ обоего пола.
«Литовские епархиальные ведомости»  от 30 августа 1881 года содержат корреспонденцию про начало строительства новой церкви:
«Из м. Кривичи, Вилейского уезда (Кор. Вил. Вест.)...
Настоятелем же Узлянской церкви, о. М. Рожковским обращена была речь к прихожанам, в которой он призывал народ, чтобы тот, посещая вновь устроенную церковь, всегда имел в сердце своем образ в Бозе почившего Императора Александра Николаевича и молился об упокоении души того, кто всю жизнь свою посвятил на славу, честь и счастие русского народа и, наконец, запечатлел служение свое мученическою кончиною...»
В 1885/1886 учебном году в Узлянском приходе Вилейского благочиния Виленской губернии действовали следующие церковно-приходские школы и школы грамотности: в д. Талуци - 38 учеников,  д. Зазерье - 12 учеников, в д.Андрейках - 17 учеников, в д. Старинках - 12 учеников, в д. Брусах - 23 ученика, в д. Будках - 12 учеников.
В 1886 году священником Узлянской церкви был Михаил Рожковский, имеющий камилавку и сопрочастный к ордену св. Анны 3-й ст.
В 1893 году Н. Извеков в книге "Статистическое описание православных приходов Литовской епархии" описывает православный приход в с. Узла следующим образом:
"Узлянский - Вилейского благочиния. Церковь утварью достаточна. Земли 37 дес., из коих пахатной и усадебной 29 д., и сенокосной 8 д. Причтовые помещения ветхи. Дворов 324. Прихожан м. пола 1297 и ж. 1299".
30 апреля 1896 года священник Узлянской церкви М. Рожковский был председателем испытательной комиссии на льготных экзаменах учеников Княгининского и Кривичского народных училищ Виленской губернии. Местом проведения экзаменов было с. Княгинин Вилейского уезда.
18 февраля 1896 года было преподано архипастырское благословение Его Высокопреосвященства со внесением в формулярные списки священнику Узлянской церкви Вилейского уезда Михаилу Рожковскому.
9 апреля 1897 г. утвержден в должности церковного старосты Узлянской церкви на три последующие года крестьянин деревни Зазерья Марк Иванов Булыго.
В 1897 году школьная комиссия, во исполнение прописанного предложения, в двух своих заседаниях 27-го ноября и 19 декабря, принимая во внимание и отзыв по сему вопросу председателя Гродненского губернского отделения Епархиального Училищного Совета, Преосвященного Иосифа, епископа Брестского, от 10 декабря 1896 года за №908, определила открыть девять библиотек по Гродненской губернии, пять по Виленской и три по Ковенской губернии, в том числе в с. Узлы (Вилейского уезда), т.к. в приходе почти во всех деревнях есть школы грамоты и много грамотных прихожан.
25 марта 1900 года был утвержден в должности церковного старосты Узлянской церкви Вилейского уезда крестьянин деревни Зазерья Марк Иванов Булыго (на 2-е трехлетие).
19 июля 1900 г. вакантное священническое место в с.Узлах Вилейского уезда было предоставлено окончившему курс Псковской семинарии учителю Закретской г. Вильны церковно-приходской школы Александру Хвалынскому. 14 сентября 1900 г. Александр Хвалынский был рукоположен во священника к Узлянской церкви.
17 февраля 1902 года в Вилейском уезде помимо трех существующих благочиний - Вилейского, Мядельского и Молодечненского, было образовано четвертое благочиние - Радошковичское. Вилейское благочиние осталось при следующих приходах: 1) Вилейском Георгиевском; 2) Вилейском Мариинском; 3) Гнездиловском; 4) Долгиновском; 5) Ижанском; 6) Касутском; 7) Княгининском; 8) Кривичском; 9) Куренецком; 10) Нарочском; 11) Рабуньском; 120 Речковском; 13) Узлянском.
В 1915 году священником Узлянской церкви был о. Александр Хвалынский.
В отделе ЗАГС Мядельского райисполкома хранятся метрические книги Узлянской церкви о рождении, браке, смерти за 1928-1931, 1932-1935, 1936-1938 годы (за 1930 год имеются записи только о рождении).
10 декабря 1969 года протоиерей А. Маевский написал сообщение №58 отцу настоятелю Княгининской церкви: "Запишите в поминальный Синодик Вашей церкви умершего 18 ноября в Мядельской больнице от тяжёлой операции священника о. Божелко Афанасия, проживавшего за штатом в Узлянском приходе".
В советское время храм был разобран. Часть материала была использована для постройки жилого дома, другая часть - для строительства спортзала в местной школе.

## Архитектура
Храм был построен в виде прямоугольника, накрытый двухскатной гонтовой крышей. При перестройке с южной стороны к алтарной части была пристроена прямоугольная ризница, с западной стороны - двухъярусная колокольня с шатром и куполом. Снаружи церковь была обшита вертикально расположенными досками.